# Зубик Роман Іванович
Зубик Роман Іванович (14 січня 1902, Львів — червень 1941, Львів) — український історик, економіст та громадський діяч, доктор права.

## Біографія

### Молоді роки
Роман-Степан Зубик народився 14 січня 1902 року в сім'ї кондуктора Львівської залізниці Івана Юрієвича та Анни Літтман-Калемонович. Батько покинув сім'ю, коли Романові виповнилося 6 років.
Під час перебування російських військ у Львові, від грудня 1914 року до березня 1915 року, возив товари в допомогових комітетах. У травні—червні 1915 року працював помічником робітника у будівельних закладах Левинського, а також працював складальником дрів у мішки, очищувачем возів для їх подальшого фарбування, помічником крамаря. З шостого класу гімназії і до її закінчення працює інструктором для дітей 2—8 класів гімназій у Львові, Берегометі, Дорогочині, а у Словітах, Головах та Раквалді. Належить до  Пласту: член 1-го пластового полку ім. Петра Конашевича-Сагайдачного (2-й гурток 1-ї чети 1-ї сотні), згодом спортивного гуртка «Тури». У 1918 — співредактор часопису "Пластова стежа".
У листопаді 1918 року він в рядах пластунів охороняв Народний дім, а пізніше вступив до Української Галицької армії, в якій до жовтня 1919 року служив у Канцелярії «Окремого Залізного Загону». Там він захворів на тиф, та, перебуваючи в госпіталі, уникнув більшовицького полону, а видужавши повернувся до Львова.
Продовжив навчання у Львівській академічній гімназії, в червні 1920 року успішно склав іспити. Також продовжує роботу в Пласті; іменований найвищим ступенем — гетьманського пластуна скоба.

### На науковій ниві
З 1921 по 1925 рр. — студент правового відділу українського «таємного» університету у Львові, по завершенні якого отримав ступінь доктора права. З 1925 по 1931 рр. навчався на гуманітарному факультеті Львівського університету. У період навчання в університеті займався статистикою у відділі рільної економіки дрібних господарств під керівництвом проф. Франца Буяка.
1930 року він захистив дисертацію «Фінансова господарка м. Львова», яка була визнана провідною на той час французькою школою економічної історії найкращою книгою з даної тематики у Європі. Дисертація була високо оцінена ректоратом університету, і Роман Зубик отримав разову винагороду у розмірі 1000 злотих.
У 1928–1929 рр. працював рахівником у відділі рахунковості дрібних господарств товариства «Сільський Господар».
11 травня 1932 року був обраний дійсним членом Наукового Товариства ім. Шевченка, яке 1933 року відрядило його на VII Міжнародну наукову конференцію у Варшаву. У НТШ він неодноразово обирався секретарем Статистичної Комісії Наукового Товариства ім. Шевченка, часто був секретарем на засіданнях та загальних зборах НТШ, а також брав участь у роботі Історично-філософської секції.
У 1930–1939 роках викладав історію в гімназії Малої Семінарії у Львові, у 1936—1939 роках працював у Державному Архіві Давніх Актів.
Добре володів польською та українською, російською, німецькою і французькою мовами, вільно міг користуватися науковою літературою даними мовами. 26 жовтня 1939 подав прохання зарахувати його на посаду наукового працівника університету або працівником в архів університету, але в січні 1940 йому було відмовлено. Причина — брак відповідних його фаху посад.
13 січня 1940 наказом №1 архівного відділу НКВД його було тимчасово призначено виконуючим обов'язків заступника директора з наукової частини Львівського обласного історичного архіву.
На засіданні НТШ 16 січня 1940, на якому було вирішено увійти до складу АН УРСР, Р. Зубик єдиний проголосував проти, чим спричинив свій арешт. 23 березня 1940 він був заарештований, а 25 березня 1940 його звільнили з архіву. Під час наступу німецьких військ на Львів був розстріляний в тюрмі Бригідки.

## Громадська діяльність
Під час навчання на гуманітарному факультеті Львівського університету він став членом Організації Вищих Кляс Українських Гімназій (ОВКУГ), а з 1925 р. — голова осередку Академічної гімназії у Львові. Для обстоювання прав і свобод українських студентів молодь львівських вищих навчальних закладів утворила товариство «Академічний Дім», один з організаторів був Р. Зубик.
2 листопада 1928 року його за квотою гетьманців було обрано до «Студентської Екзекутиви», яка мала репрезентувати студентство на громадському форумі, також до «Комітету Оборони Академічного Дому».
Водночас був головою професійного товариства «Союз українських купців і промисловців» (СУКП), що об'єднував приватний сектор українського господарського активу та пропагував приватні підприємства, сприяв створенню Промислового банку, а також працював над рядом видань.
З 1931 р. член Учительської Громади у Львові, 30 грудня 1939 р. увійшов до профспілки вчителів.

## Творчий доробок
Роман Зубик — автор кількох монографій та ряду статей з проблем сільського господарства та торгівлі Західної України. У дисертації «Фінансова господарка м. Львова» він розглянув економічну ситуацію Львова у другій третині XVII ст., що дозволило витворити цілісну картину львівського середовища другої третини XVII ст. Також була розроблена схема вивчення діяльності окремих підприємств та монополій.
Роман Зубик був одним із співавторів «Атласу України і суміжних країв», для якого він підготував ряд карт («Українські землі за княжих часів (ХІ- ХІІІ ст.): Київ, Київська держава від Х — ХІ ст.», «Околиці Київа ХІ-ХІІІ ст.», «Українські землі XVII ст.: Дніпрові пороги, Українські пороги», «Українські землі в часи Любинської унії» та «Українські землі XVII ст.»
- Зубик Р. Фінансова господарка м. Львова. — 1930.
- Зубик Р. Фільварочне господарство з кінця XVIII ст. — 1931.
- Зубик Р. Нариси історії української торгівлі в княжій добі // Торговельно-Промисловий Альманах. — 1934
- Зубик Р. Українська торгівля в історичній перспективі // Провідник до українських фірм і інституцій. — 1935
- Зубик Р. Польська кольонізація і парцеляція на нашій території // Кооперативна Республіка. — 1930,Ч.3, с.98-110
- Зубик Р. Життя Українців в Румунії // Поступ. Вісник літератури й життя Ч. 1 — 2 (січень — лютий) 1930 р. 10 річник. — С. 5—54
- Зубик Р. Про стан інвентаризації в Міському Архіві // Фінансова господарка міста Львова
- Зубик Р. 300 літній ювілей засновин Львівської пошти// часопис «Поступ». Вісник літератури й життя Ч.2 (лютень) 1929 9 річник, ст.52 — 53